# Article 19 de la Constitution belge
L'article 19 de la Constitution de la Belgique fait partie du titre II Des Belges et de leurs droits. Il garantit la liberté des cultes ainsi que la liberté d'opinion, avec certaines restrictions.

## Texte de l'article actuel
« La liberté des cultes, celle de leur exercice public, ainsi que la liberté de manifester ses opinions en toute matière, sont garanties, sauf la répression des délits commis à l'occasion de l'usage de ces libertés. ».